# Winter Park
|  | Per a altres significats, vegeu «Winter Park (Colorado)». |

Winter Park és una població del Comtat d'Orange (Florida) als Estats Units d'Amèrica.

## Demografia
Segons el cens del 2000, Winter Park tenia 24.090 habitants, 10.722 habitatges, i 5.864 famílies. La densitat de població era de 1.267,2 habitants/km².
Dels 10.722 habitatges en un 21,5% hi vivien nens de menys de 18 anys, en un 43,2% hi vivien parelles casades, en un 9% dones solteres, i en un 45,3% no eren unitats familiars. En el 38,4% dels habitatges hi vivien persones soles el 18,6% de les quals corresponia a persones de 65 anys o més que vivien soles. El nombre mitjà de persones vivint en cada habitatge era de 2,1 i el nombre mitjà de persones que vivien en cada família era de 2,8.
Per edats la població es repartia de la següent manera: un 18,5% tenia menys de 18 anys, un 9,7% entre 18 i 24, un 25% entre 25 i 44, un 23,8% de 45 a 60 i un 22,9% 65 anys o més.
L'edat mediana era de 43 anys. Per cada 100 dones de 18 o més anys hi havia 79,4 homes.
La renda mediana per habitatge era de 48.884 $ i la renda mediana per família de 73.697 $. Els homes tenien una renda mediana de 50.975 $ mentre que les dones 32.066 $. La renda per capita de la població era de 38.791 $. Entorn del 5% de les famílies i el 7,8% de la població estaven per davall del llindar de pobresa.

## Poblacions properes
El següent diagrama mostra les poblacions més properes.